# Pedra da Gávea
Pedra da Gávea är ett berg i Brasilien.   Det ligger i kommunen Rio de Janeiro och delstaten Rio de Janeiro, i den sydöstra delen av landet, 900 km sydost om huvudstaden Brasília. Toppen på Pedra da Gávea är 257 meter över havet.
Terrängen runt Pedra da Gávea är kuperad åt nordost, men åt sydväst är den platt. Havet är nära Pedra da Gávea åt sydost. Trakten är tätbefolkad. Närmaste större samhälle är Rio de Janeiro, 13,0 km nordost om Pedra da Gávea. 